# Plan terrier de l'abbaye de Saint-Julien à Tours

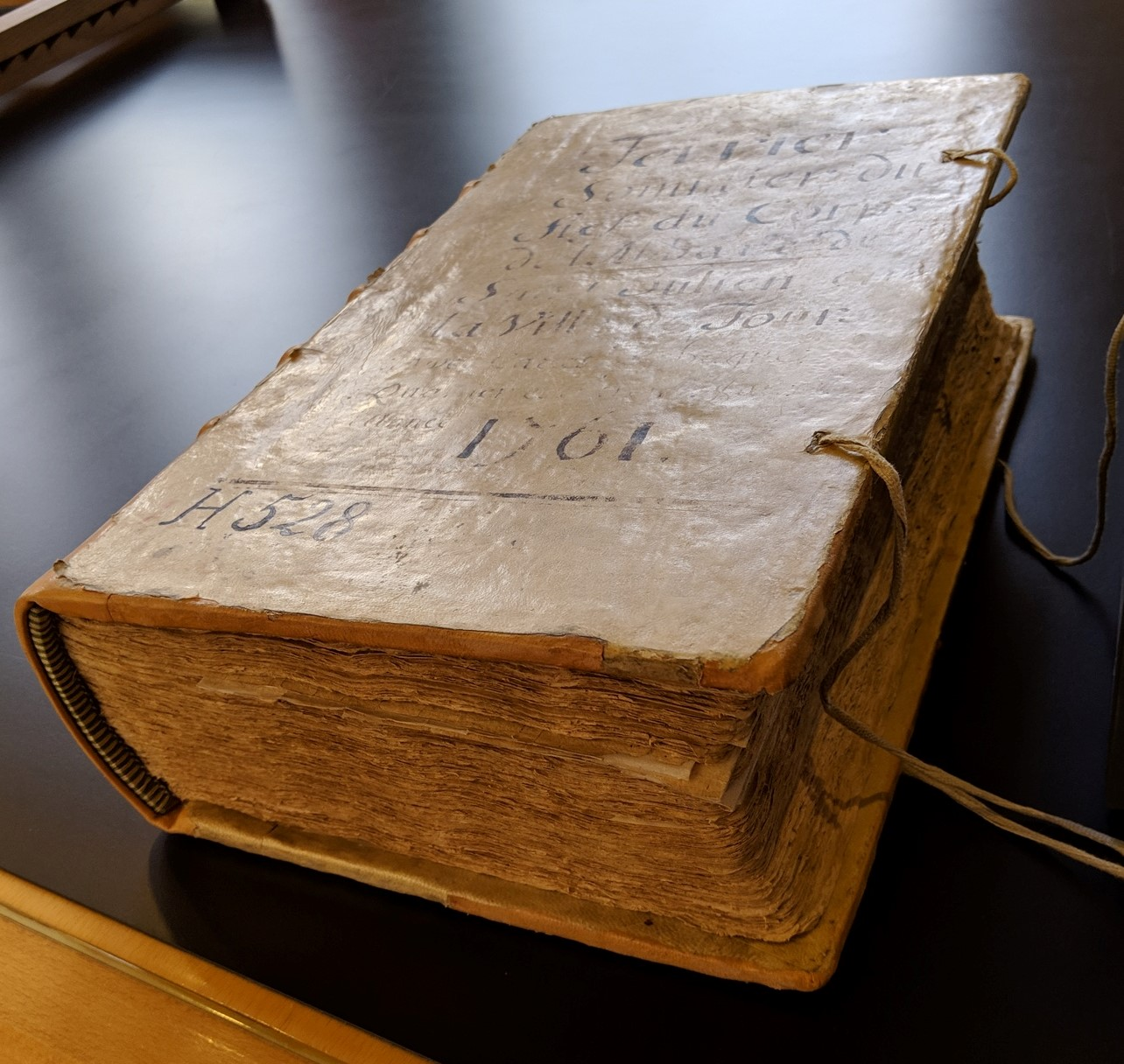
Manuscrit conservé aux Archives départementales d'Indre-et-Loire.

Le plan terrier de l'abbaye de Saint-Julien est un livre terrier conservé aux Archives départementales d'Indre-et-Loire. Rédigé à partir de 1761, il rend compte des différents propriétaires, redevances, actes notariés auxquels sont rattachés 720 biens dépendants du fief de Saint-Julien. Ce document fait suite à un précèdent volume disparu, dont on sait qu'il était tenu jusqu'en 1682. Les deux ont beaucoup servi à l'étude des hôtels particuliers de Tours notamment par la Société archéologique de Touraine. Entièrement numérisé en 2015, il est consultable en ligne sur le site des Archives départementales d'Indre-et-Loire sous la cote H528.

## Contenu
Le document comprend une table alphabétique avec les noms des différentes rues, bâtiments importants et terroirs qu'il traite. Vient ensuite le papier terrier sommier et déclaratif de tout ce qui compose le corps ou fief de l'abbaye de Saint-Julien. Avec les droits, fixes et ponctuels qui sont partagés par moitié entre les religieux bénédictins et la manse abbatiale de la même abbaye. Des plans en couleurs viennent compléter cette partie, la plus importante en termes de taille de tout le volume. S’ensuit un petit récapitulatif des cens seigneuriaux et droits féodaux, d'indemnités contenus au présent terrier de l’abbaye. Et enfin une table alphabétique du nom des censitaires et vassaux de celle-ci. 

### Cartes

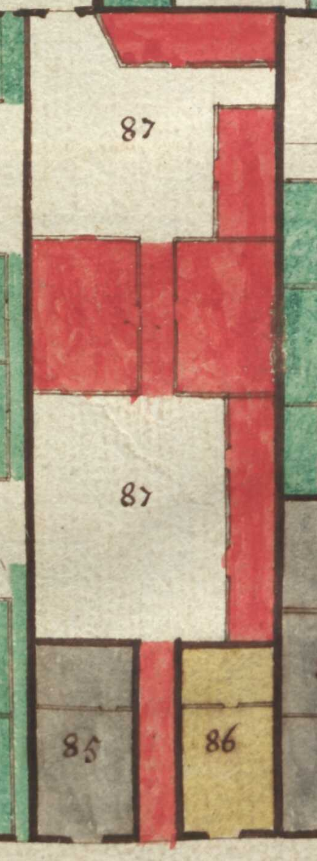
Article 87, futur Hôtel Goüin

Les cartes concernent cinq principaux secteurs géographiques :  Tours intra-muros, la Croix Quentin, le Pressoir-Fondu, le Village de Coquineaux et l’île Saint-Jacques. Seize cartes sont intégrées aux différents secteurs pour les illustrer. Sur chacune d'entre elles sont représentés les parcelles et plans au sol des biens que l’on y trouvait. Cependant l'ensemble schématise certains axes et volumes. De plus les annotations postérieures aux années 1760 ne sont pas représentées. La surface totale cartographiée n’y est pas non plus égale d’un plan à l’autre et chaque carte est réalisée avec une échelle qui lui est propre. Toutefois ces cartes et plans sont garnis de détails et nous apportent beaucoup d'informations sur de nombreux bâtiments comme l'Hôtel Goüin, l'ancienne chambre de commerce et d'industrie de Touraine  ou l'abbaye de Saint-Julien. Un code de quatre couleurs est employé sans autre but que de distinguer les différentes parcelles limitrophes. Nous avons ainsi le vert, le rouge, le jaune et le gris. À l’exception du jaune, ces couleurs sont également réemployées dans le plan pour en approfondir le détail. Par exemple le vert est réemployé pour signifier les jardins. Le rouge désigne certaines limites ponctuelles comme « le fondement des anciens murs de la ville », mais il a aussi servi à l’esquisse. Le gris est quant à lui surtout employé pour signifier les cloisons et délimitations internes à chaque élément bâti. Sur chaque bien représenté est aussi inscrit un numéro en noir. Ce numéro renvoie à un article qui lui est propre et qui nous donne des informations spécifiques au bien représenté.

### Articles
Dans la partie rédigée du plan terrier nous est renseigné pour chaque bien, le nom du ou des tenanciers successifs qui l'ont  tenu de 1790 à 1682.  Il est précisé la plupart du temps leurs professions et leurs conjoints s’ils en ont. De plus des indications sociales pré-nominales sont récurrentes. La plus commune étant "sieur", elle se distingue de "Seigneur", "Messire" et "Maitre" qui sont employées dans des cas plus particuliers. Le propriétaire au moment de la rédaction du terrier est le premier cité. Ensuite sont indiquées la localisation précise du bien, une liste des différentes pièces qui le composent et parfois leur agencement. La liste des articles ou biens qui lui sont limitrophes clôt la partie descriptive du bien. Systématiquement il suit l'annotation "Doit" qui annonce la liste des cens dus par les propriétaires successifs, en apportant des informations à leur sujet et la manière dont ils ont acquis le bien. L'article remonte ainsi dans un premier temps de 1761 jusqu'au dernier propriétaire mentionné dans l'article correspondant de l'ancien plan terrier de 1682. Enfin les annotations postérieures à la date de rédaction du document qui remontent jusqu'aux années 1790.